# Elise Hofmann
Elise Hofmann (* 5. Februar 1889 in Wien, Österreich-Ungarn; † 14. März 1955 ebenda) war eine österreichische Paläobotanikerin und Lehrerin.
Hofmann durchlief zunächst eine Ausbildung zur Hauptschullehrerin und war in diesem Beruf ihr ganzes Leben lang tätig. Sie holte die Matura nach und studierte an der Universität Wien, wo sie 1920 bei Fritz von Wettstein zum Dr. phil. promoviert wurde. 1935 habilitierte sie sich in Paläobotanik. Sie las dieses Fach an der Universität Wien, war dort jedoch nicht angestellt. Am 4. März 1940 beantragte sie die Aufnahme in die NSDAP und wurde am 1. April aufgenommen (Mitgliedsnummer 7.981.179). 1950 wurde ihr der Titel einer tit. a. Professorin verliehen. Hofmann beschäftigte sich als Paläobotanikerin, insbesondere mit der Paläohistologie fossiler Hölzer.

## Publikationen (Auswahl)
Elise Hofmann schrieb zahlreiche Beiträge für österreichische Fachzeitschriften, die Verhandlungen der Geologischen Bundesanstalt (Wien) und die Sitzungsberichte der Akademie der Wissenschaften, mathematisch-naturwissenschaftliche Klasse.
- Vorkommen, Verteilung und Funktion der Spaltöffnungen an den Blütenorganen. Dissertation aus Botanik an der Universität Wien, 1920.